# Acoma rossi
Acoma rossi is een keversoort uit de familie Pleocomidae. De wetenschappelijke naam van de soort is voor het eerst geldig gepubliceerd in 1948 door Saylor.